# Äppelviken

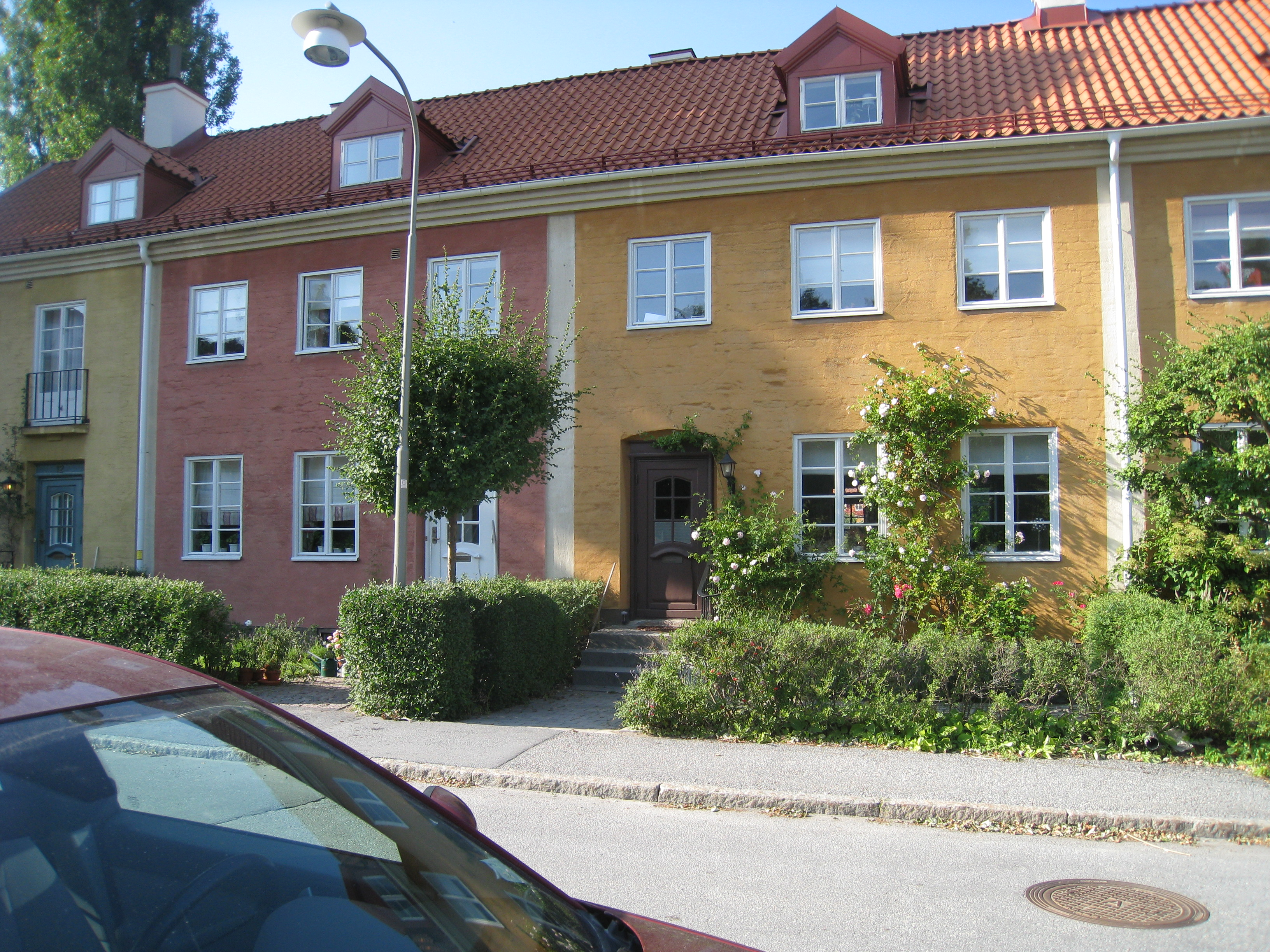
Äppelvikens engelska radhus vid Äppelvikstorget i Kvarteret Drivbänken.

Äppelviken är en stadsdel i  Västerort inom Stockholms kommun och är en del av Bromma trädgårdsstad. Den ligger utmed Mälaren med utsikt mot bland annat Stora Essingen. Stadsdelen är på 77 hektar.

## Historia

### Äppelvikens gård

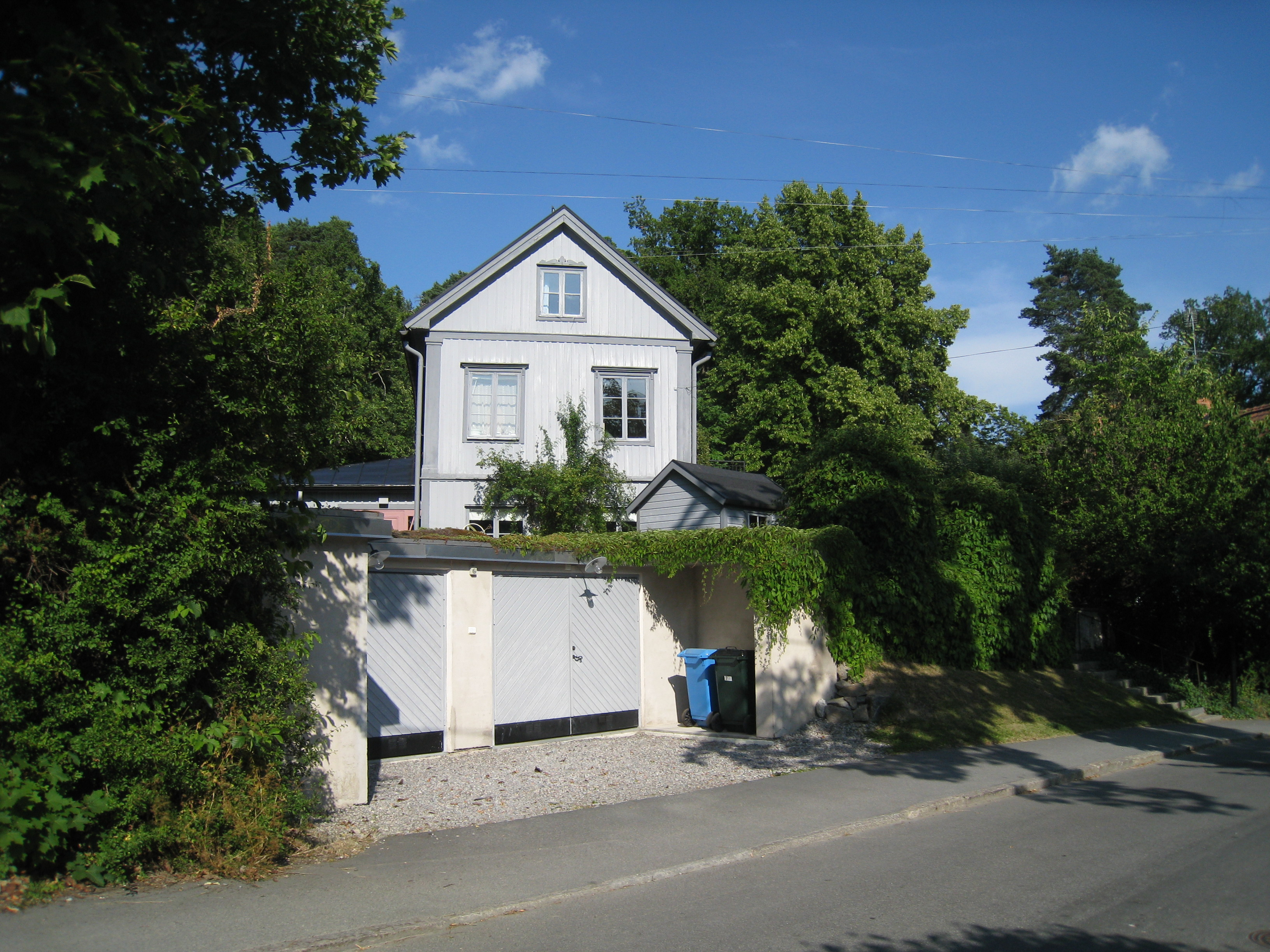
Äppelvikens gård på Äppelviksvägen 31.

På 1860-talet anlade bryggaren Lars Fredrik Blackstadius den äppelträdgård, som bidragit att ge namnet åt stadsdelen. När trädgårdsstadsdelen Äppelviken planerades fanns redan en hel del hus på platsen. I södra Äppelviken finns Mälarstrandens sommarbebyggelse kvar. Det äldsta huset är huvudbyggnaden till den gamla Äppelvikens gård. Äppelviken var ett torp som utvecklades till en gård av bryggaren Blackstadius. Manbyggnaden ligger ännu kvar på Äppelviksvägen 31. Bränneriet var inrymt i den byggnad som sedan länge är ombyggd till Sjövillan. De äldre husen nere vid viken var från början sommarbostäder och är byggda vid 1900-talets början.

### Trädgårdsstaden Äppelviken

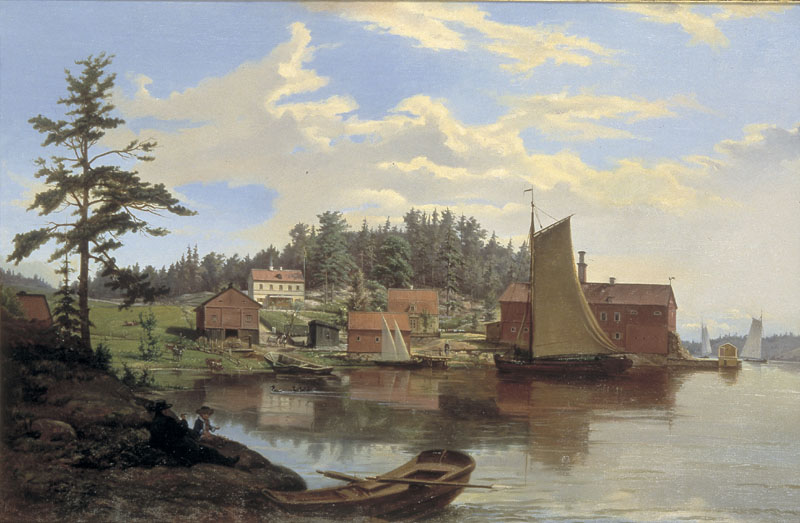
Äppelvikshamnen och Äppelvikens gård som den såg ut i mitten av 1800-talet, gården är det gula huset uppe i backen. Stora Sjövillan, det röda huset till höger, syns till vänster. Till Äppelvikens gård flyttade bryggaren Lars Fredrik Blackstadius och mot slutet av 1840-talet började han även att tillverka brännvin och bedriva brännvinsrörelse i Äppelviken. Till 1866 bodde familjen Blackstadius i den lilla byggnaden, som syns uppe i backen. Målningen, som är utförd 1856 av brodern, konstnären Johan Zacharias Blackstadius (1816-1898), finns på Stockholms stadsmuseum.

Gamla Äppelviken med hamn, gård, bränneri och färgeri. Oljemålning av Carl August Fahlgren 1891.
Konstnären Carl August Fahlgren (1819–1905) målade Gamla Äppelviken i Bromma från Mälarens sjösida 1891.

Vid sekelskiftet 1900 började Stockholm växa utanför tullarna. För att möjliggöra ett ökat bostadsbyggande köptes flera lantegendomar in. Markköpen började 1904 då en del av de stora godsen inköptes. På initiativ av stadsingenjören Herman Ygberg förberedde Stockholms planerare bebyggelsens tillväxt utanför innerstaden genom förutseende markköp i stadens omland. För att kunna undvika en privat markspekulation och oplanerade bebyggelseområden var det viktigt för staden att äga marken. Efter inledande motstånd i stadsfullmäktige inköptes 1908 egendomarna Alvik och Äppelviken. Flera trädgårdsstäder anlades, till exempel Gamla Enskede med stadsplan av arkitekt Per Olof Hallman och Äppelviken även den med stadsplan av Per Olof Hallman och Nils Gellerstedt. Efter Gamla Enskede var Äppelviken den första trädgårdsstaden som byggdes på stadens mark i Västerort, den andra i Stockholm. Landskapet bestod av dalstråk med bördig åkermark som långsamt sluttade ner mot Mälaren, omväxlande med skogklädda höjder. Det var det typiska i Stockholms omgivningar. En varierad villabebyggelse av hög arkitektonisk kvalitet och grönskande trädgårdar finns här idag.
För att organisera ytterområdenas byggande inrättades år 1907 Lantegendomskommittén, senare Lantegendomsnämnden, som en föregångare till dagens fastighetskontor. Flera olika utredningar beställdes, i Västerort skulle vägsystem, spårtrafik och bebyggelse anläggas. Planförslag för Äppelviken lämnades av civilingenjören Nils Gellerstedt, arkitekten Per-Olof Hallman och stadsingenjörskontoret. De alla arbetade i den österrikiske stadsbyggnadsteoretikern Camillo Sittes anda. Stor enighet rådde inom kommunen om att man ville bygga trädgårdsstäder efter engelskt och tyskt mönster. De inkomna planförslagen bearbetades vidare av stadens tjänstemän, lantegendomsnämndens direktör Carl Meurling och stadsplaneingenjören August Emanuel Påhlman, som signerade planen. Den första planen med sina slingrande gator fastställdes 1910 och omfattade Alvik och Äppelviken. Den kännetecknades av att vägarna placerats där naturen gav bäst förutsättningar, att sprängning av mark skulle undvikas och att utsiktspunkter och natursköna partier skulle framhäves. "Hyreskaserner" tilläts inte, men gärna varierade hustyper, plats skapades för trädgårdar och odlingsland och bostäderna skulle placeras så att de fick mesta möjliga sol. Parker skulle anläggas på lämpliga ställen och naturmark lämnades orörd för rekreation. De centrala delarna av Äppelviken gavs karaktär av stadsdelscentrum med butiker i bottenvåningarna i låga hyreshus. En vanlig företeelse är att större kvarter ofta har en liten allmänning i mitten, tillgänglig genom gångstigar.
Stadsplanen från 1910 följer de stadsplaneideal som blev vanliga efter sekelskiftet och har mjukt svängda gator som följer terrängens berg och dalar. Tomterna skulle upplåtas med tomträtt, men ägas av staden, vilket blev brukligt i Stockholm. Tomträttsavgiften blev 22 öre per kvadratmeter och år. Man fick kontrakt på 60 år. År 1913 började tomter upplåtas och bebyggas. En pontonbro från Kungsholmen till Alvik blev klar 1914 och till Alléparken drogs en spårvagnslinje. Villorna är individuellt utformade och uppförda av en byggmästare eller av en snickare. Många av villorna i Äppelviken ritades av stadens egna arkitekter vid Lantegendomsnämnden. Bland dem var arkitekterna Gustaf Pettersson (1887-1925), som anställdes redan 1910, och Edvin Engström (1890-1971), som anställdes från 1913, de mest anlitade. I Äppelviken har Gustaf Pettersson och Edvin Engström ritat nästan hundra villor vardera. Bland andra arkitekter som anlitades för villorna i Äppelviken kan nämnas Gustaf Larson (1884-1962), Ragnar Larsson (1883-1956) och Folke Hedman.
Folke Hedman var både arkitekt och byggmästare. Många villor är formgivna av byggmästaren, men även dessa hus följer tidens stil. Folke Hedman ritade en villa på Majvägen 20 i Äppelviken och den byggdes i nationalromantisk stil, villan ligger i ett område som anses kulturhistoriskt värdefullt. Villan är grönklassad och den är särskilt värdefull ur historisk, kulturhistorisk, miljömässig och konstnärlig synvinkel. Då Äppelviken byggdes ut under 1910- och 1920-talen utformades husen individuellt med olika förebilder såsom faluröda bergsmansgårdar, gulpanelade herrgårdar och bruntjärade dalastugor.
Ragnar Larsson var en av de tongivande arkitekterna i Äppelviken. I Äppelviken har han ritat ett tjugotal hus och därefter har han ritat hus även i andra delar av Västerled. I Äppelviken ritade han villan åt sig själv och sin familj på Äppelviksvägen 23. Villan på Äppelviksvägen 23 lät han bygga av sin gode vän byggmästaren Claes Berglund från Villa Kulan, på Äppelviksvägen 37-39 vid Mälarstrandens sommarbebyggelse. Ritningarna och tomtkontraktet är daterade 1915. Huset byggdes 1915 och det ägdes och beboddes av Ragnar Larsson. Troligen flyttade Ragnar med sin hustru Hedda Larsson in 1916 efter att ha bott i huset snett emot, vid Äppelviksvägen 28, i ett år under byggtiden. Även det huset har Ragnar Larsson ritat.
Ragnar Larsson ritade även huset i hörnet av Poppelvägen/Korsvägen på Poppelvägen 12 åt borgmästaren Carl Lindhagen. Som förlaga till detta hus hade han ett annat berömt Larsson-hus på Snäckvägen 18, där bland annat Stig Järrel och Karin Juel bodde i många år. Efter att Carl Lindhagen flyttat till en större villa vid Höglandet, "nya borgmästarvillan" på Vinghästvägen 20, och som ritades av stadshusarkitekten Ragnar Östberg, ägdes huset på Poppelvägen sedermera av bland annat Nils Adamsson och Hermann Görings svenska fru Carin von Kantzow. Ragnar Larsson var god vän med Carl Milles och Ragnar Östberg. Larsson deltog i ritandet av Stockholms stadshus genom att vara designer av alla trappor. Det finns spår av dessa engagemang i hans villa på Äppelviksvägen. Trappräcket till övervåningen är tillverkat av stadshussmeden. Man hittar även likadana räcken i trapphusen i stadshusets administrativa del. Huset har kvar sin ursprungsdetaljer. Spikarna till paneler, dörrfoder och andra trädetaljer är handsmidda. I vardagsrummet är pelarna mindre kopior i trä av granitpelarna i Blå hallen. I huset är två reliefer i sten av Carl Milles inbyggda. Villan på Äppelviksvägen 23 var en av de första som byggdes med centralvärme. Det har således aldrig funnits några kakelugnar i villan. Ett annat kännetecken från Ragnar Larssons arkitektur är att skorstenen inte sitter i mitten av huset, utan nära en gavel. Detta gav enkla och praktiska lösningar. I många skildringar om Bromma finns huset omnämnt och det är kulturhistoriskt grönklassat, kulturmärkt.
Arkitekterna Gustaf Pettersson och Edvin Engström formgav de tidiga trädgårdsstäderna i Stockholm, såsom Gamla Enskede, Enskededalen och Äppelviken. I Bromma är Gustaf E. Pettersson även arkitekt till Bromma-Teatern i Alvik, nu Alviks Måleri, tillsammans med arkitekt Sven Erik Lundqvist. Teatern invigdes i september 1921. Arkitekten Gustaf Larson är även arkitekt till bostadshuset i kvarteret Bergsryggen, som uppfördes som nödbostäder 1917-1918 i Ulvsunda. Tomterna är förhållandevis stora och husen kunde också göras rymliga. Det var vanligt med fem rum och kök eller mer. I regel låg sällskapsrummen i ovanvåningen och köket i bottenvåningen. Det fanns kommunalt vatten och avlopp, liksom gasledningar, på plats när man började bygga 1913. Östra delen av Äppelviken byggdes mellan 1913 och 1919. Här finns större villor i olika stilar som bygger på traditionella former. Ett utmärkande drag för Stockholms trädgårdsstäder är trädplanterade gator och ett enhetligt växtmaterial i form av fruktträd och bärbuskar.
1908 köpte Stockholms stad egendomen Äppelvikens gård och egendomen Alviks säteri av fabrikören Lars Montén i syfte att anlägga en så kallad trädgårdsstad. Fabriksområdet vid Alviks strand ingick inte i köpet.
I samband med köpet gjordes det första förslaget till stadsplan för Alvik och Äppelviken. Förslaget till stadsplan för Alvik kom att ändras flera gånger och den gällande stadsplanen fastställdes först 1922 och gjordes av arkitekten Thure Bergentz och arkitekten Per Olof Hallman. Området norr om Drottningholmsvägen ingick inte i markköpet 1908 och planlades först under 1930- och 1940-talen. Lars Monténs gamla industriområde vid Alviks strand började planläggas först på 1970-talet.
Vid viken mitt emot Stora Sjövillan, den vik som har givit Äppelviken sitt namn, ligger Borgberget. Det är ett av Brommalandets högsta berg. Från Borgbergets topp, som reser sig ca 42 m över Mälarens yta, har man en underbar utsikt.
När pontonbron mellan Kungsholmen och Brommalandet blev färdig 1914 drogs spårvagnslinje nummer 2 från Fridhemsplan till Alvik, varifrån den delades upp i två grenar, en längs Ulvsundavägen till Lillsjön och en till Alléparken i Äppelviken. 1919 blev Nockebybanan nummer 12 (Tolvan) och Ulvsundabanan nummer 13. Båda spårvägslinjerna utgick från Tegelbacken.Tolvan förlängdes successivt allteftersom de nya trädgårdsstäderna anlades och nådde Smedslätten 1923, Ålsten 1924, Höglandet 1926 samt Olovslund och Nockeby 1929.

## Bebyggelse
Stadsdelen Äppelviken består idag av en varierad villabebyggelse i grönskande trädgårdar. Längs Alviksvägen, där spårvagnen går, finns lägre tvåvåningshus med butikslokaler i bottenvåningarna. Ett stort antal butiker av olika slag finns ännu kvar, men många ursprungliga butikslokaler är omvandlade till kontor eller bostäder. Stadsdelen har kvar sin ursprungliga karaktär trots att den är en av Stockholms äldsta trädgårdsstäder. Även om villorna från början var förhållandevis stora har de ändå i många fall fått tillbyggnader. Stadsdelen Äppelviken har fått sitt namn från det gamla torpet Äppelvikens gård, huvudbyggnaden (manbyggnaden) som ligger kvar som en vanlig villa vid Äppelviksvägen 31.
I Äppelviken skapades både små och stora tomter med tomtmarker från 500 m2 till 2000 m2. För staden hade priset för marken varit högt. Därför räknade staden med att tomterna skulle vara förhållandevis dyra, eftersom förortsområdena skulle bära sina egna exploateringskostnader. Därför riktades marknadsföringen främst mot medelklassen. En en ny pontonbro togs i bruk 1914 mellan Kungsholmen och Traneberg och därigenom underlättades försäljningen av tomterna i området. År 1913 uppläts de första tomterna och byggandet började. Tomterna uppläts med tomträtt, som alltid på stadens mark. Det var läget närmast stranden som lockade mest. Under 1910-talet blev områdets östra delar fram till Alviksvägen och Nyängsvägen i huvudsak bebyggda och under 1920-talet bebyggdes de västra delarna. Lantegendomsnämndens ordförande, borgmästaren Carl Lindhagen, föregick med gott exempel och byggde sitt hus redan 1914 på Poppelvägen 12. Många byggen försenades vid första världskrigets utbrott i augusti 1914, det innebar även att byggnadsmaterial blev dyrare och i vissa fall svårt att få tag på.
Förebilder till villabyggandet i Äppelviken var nationalromantik i svensk tradition såsom faluröda bergsmansgårdar, gulpanelade herrgårdar och brun- eller svarttjärade dalastugor. Man eftersträvade man en måttfull villastil. I Äppelviken blev resultatet av villabyggandet en trädgårdsstad med just den "trevnad", som Sigurd Westholm (1871-1960), stadsarkitekt från och med 1916 till 1940, så varmt önskade. På 1920-talet engagerade sig Westholm för framväxten av trädgårdsstäderna. Enligt Westholm skedde planeringen av trädgårdsstaden av Stockholms stadsbyggnadskontor och målet var, såsom Sigurd Westholm uttryckte det, att trädgårdsstaden "borgar för framtida trevnad och trygghet". Han menade att trädgårdsstaden "bäst stämmer överens med vår läggning och med bostadsvanor hos ett folk, vars stora massa ännu är fästad vid den egna torvan". Alla villor i Äppelviken är välproportionerade och de har placerats på tomten med stor hänsyn till naturen. Genom häckar har man samtidigt skapat möjlighet till en insynsskyddad privat sfär genom häckar eller bersåer. Alltefter byggherrens behov och möjligheter varierar tomtstorlekarna. Det finns små hus med bara tre rum och kök, men den övervägande delen byggdes med fem rum och kök, eftersom detta gav fördelaktig finansiering. År 1919 genomfördes ett experiment med bostadsrättsradhus med de engelska radhusen i kvarteret Drivbänken där man med anledning av kristiden eftersträvade ett rationellt bygge.

### Villor uppförda på 1910- och 1920-talen

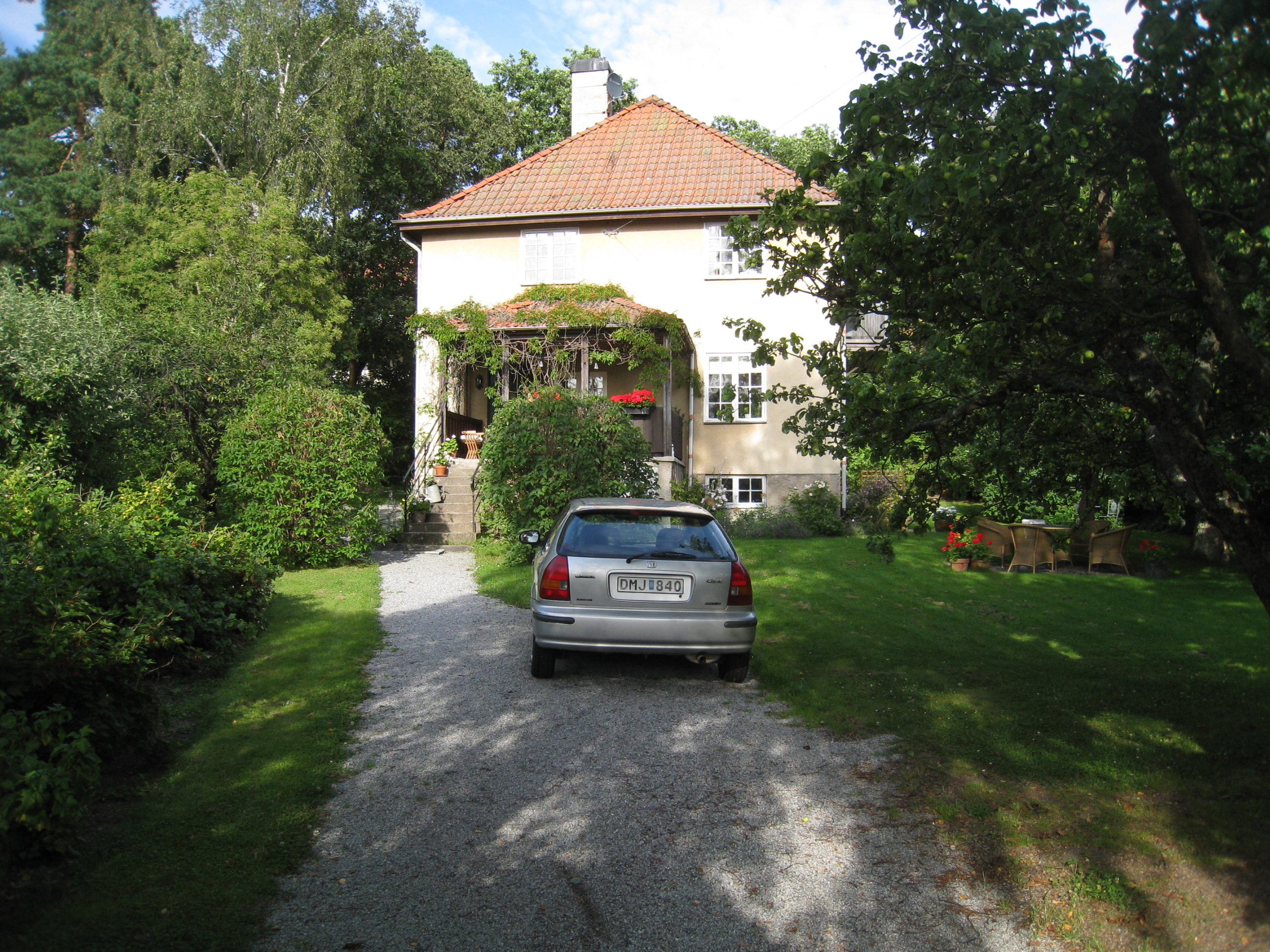
Villa i Äppelviken.

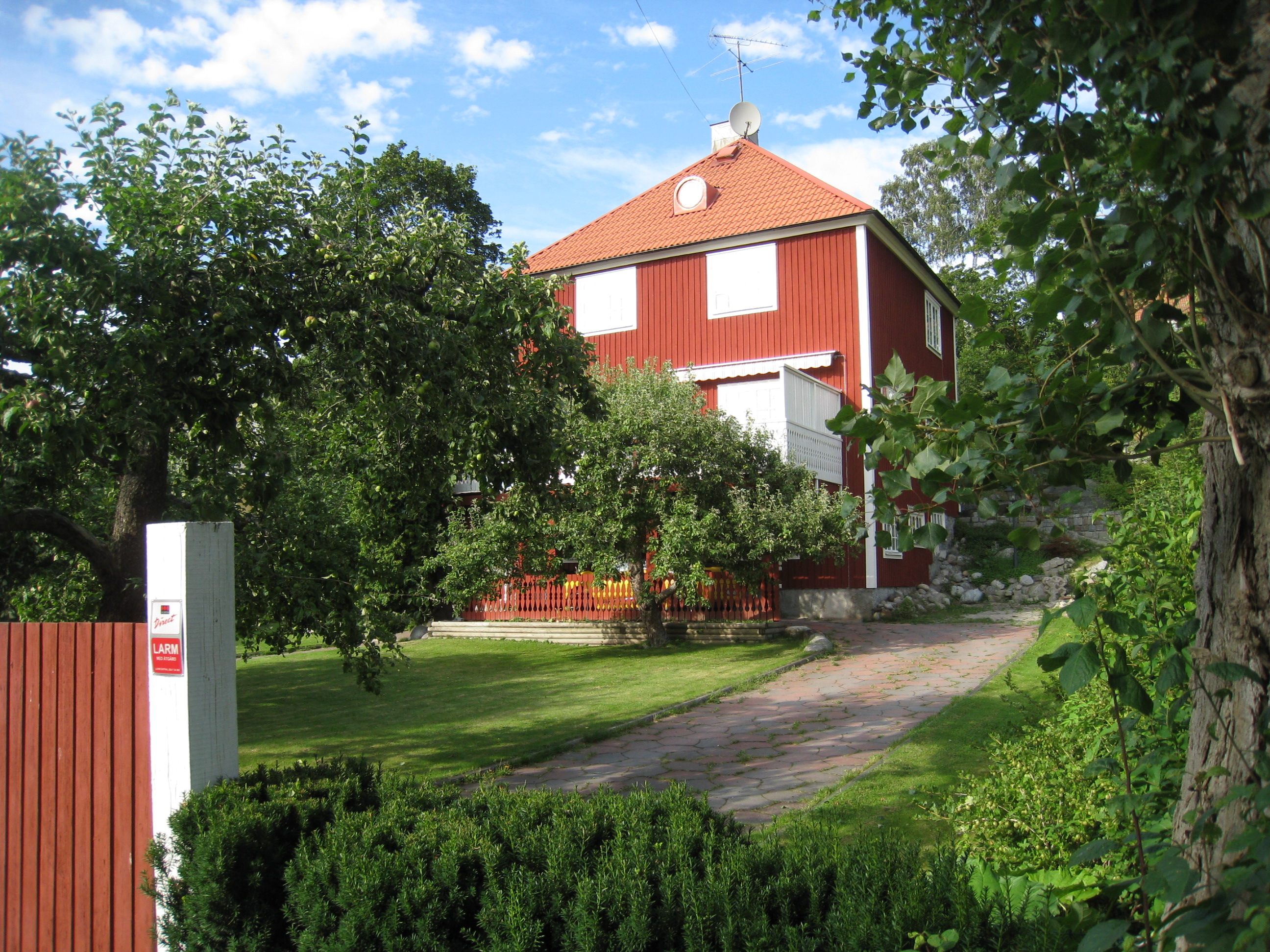
Villa i Äppelviken.

Villorna i Äppelviken tillkom huvudsakligen under perioden 1913–1922. Den östra delen av Äppelviken är i sin helhet anlagd på mark, som tillhörde 1800-talsgårdarna Äppelviken och Alviken, och anlades längs den projekterade spårvägslinjen nummer 12. Den västra delen av Äppelviken är belägen väster om tolvans spår och avgränsas mot Smedslätten av Linneastigen, Dryadstigen och Nyängsvägen och mot Ålsten av Nyängsparken. Området bebyggdes under åren 1917–1923 med i huvudsak villor. Dock finns flerbostadshus och affärshus längs Alviksvägen och Västerled.

### Östra Äppelviken
Villabebyggelsen i Äppelviken började uppföras på 1910-talet och i Alvik och Äppelviken gjordes tomterna relativt stora, men tomternas storlek varierade. Marken hade varit dyr för staden att köpa in. Därför riktades marknadsföringen främst till medelklassen, en förmögnare tjänstemannagrupp. Villorna gjordes också relativt stora och de byggdes för penningstarka köpare. De första tomterna i Äppelviken började bebyggas 1913. Många av villorna ritades av stadens egna arkitekter vid Stockholms stads lantegendomsnämnd, arkitekterna Gustaf Pettersson och Edvin Engström. Arkitekten Gustaf Pettersson (1887–1925) ritade villor i Äppelviken 1917–1922, bland annat Linneaparken, Korsvägen, Dalstigen, Klövervägen, Sagostigen, Alviksvägen och Rundavägen. 1920 ritade han biografbyggnaden Bromma-Teatern i Alvik tillsammans med Sven Erik Lundqvist (född 1885).
Villorna har ofta lite nationalromantisk stil. 1914 invigdes den nya pontonbron mellan Kungsholmen och Traneberg. Pontonbron (Tranebergsbron) hade dubbla spårvägsspår och dessutom både gasledningar och vattenledningar. Det gjorde området i Äppelviken mer attraktivt. Den fortsatta utbyggnaden av Äppelviken i områdets  västra del gjordes efter en del planändringar, som resulterade i en större enhetlighet. Nu blev 1920-talsklassicismens formspråk tydligt. Flera av de individuellt utformade villorna har ritats av Edvin Engström. Han ritade även en del av den stadsmässiga bebyggelsen med butikslokaler i bottenvåningen som på 1920-talet uppfördes vid Alviksvägen.

### Västra Äppelviken
I den östra delen av Äppelviken rådde stor valfrihet vid utbyggnaden. Däremot skedde den fortsatta utbyggnaden i Äppelvikens västra del efter något annorlunda principer. Planändring skedde 1920, och 1920-talsklassicismens eller Nordisk klassicisms formspråk blev tydligt och man gjorde försök till en större enhetlighet. Byggnaderna har placerats nära gatan, alla på samma linje och vända åt samma håll, längs vissa gator. I området här är husen mindre och utformade i den typiska svenska egnahemsstil som kom att råda under flera decennier. Det var fasader med träpanel, spröjsade fönster, ofta fönsterluckor, brutet tak med rött tegel och en öppen förstukvist. 1800-talets småstad var inspirationskällan. Exempel från denna period är Stavgårdsgatan och Stenhuggarvägen. Bygge och Bo-utställningen i Äppelviken 1927 arrangerades utefter Ekorrvägen och angränsande gator vid Mårdvägen och Stavgårdsgatan. 29 villor ritades av sju olika arkitekter. Bygge och Bo var en organisation som arrangerade bostadsutställningar under 1920- och 1930-talen. Under sommaren 1927 var utställningen i dåvarande Äppelviken och den omfattade de 29 nyuppförda villorna utmed Ekorrvägen och angränsande delar av Mårdvägen och Stavgårdsgatan. Utställningsområdet tillhör numera stadsdelen Stora Mossen. 

### De engelska radhusen

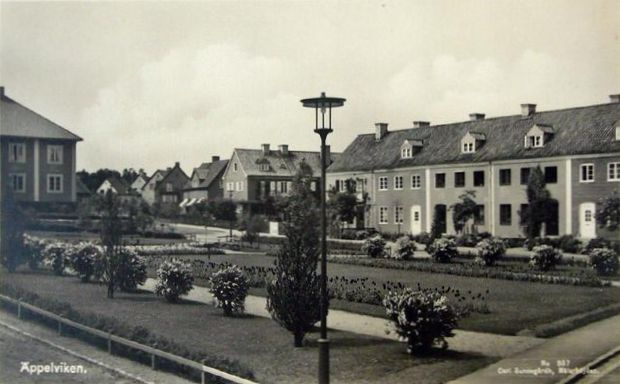
Äppelvikens engelska radhus, 1920-talet.

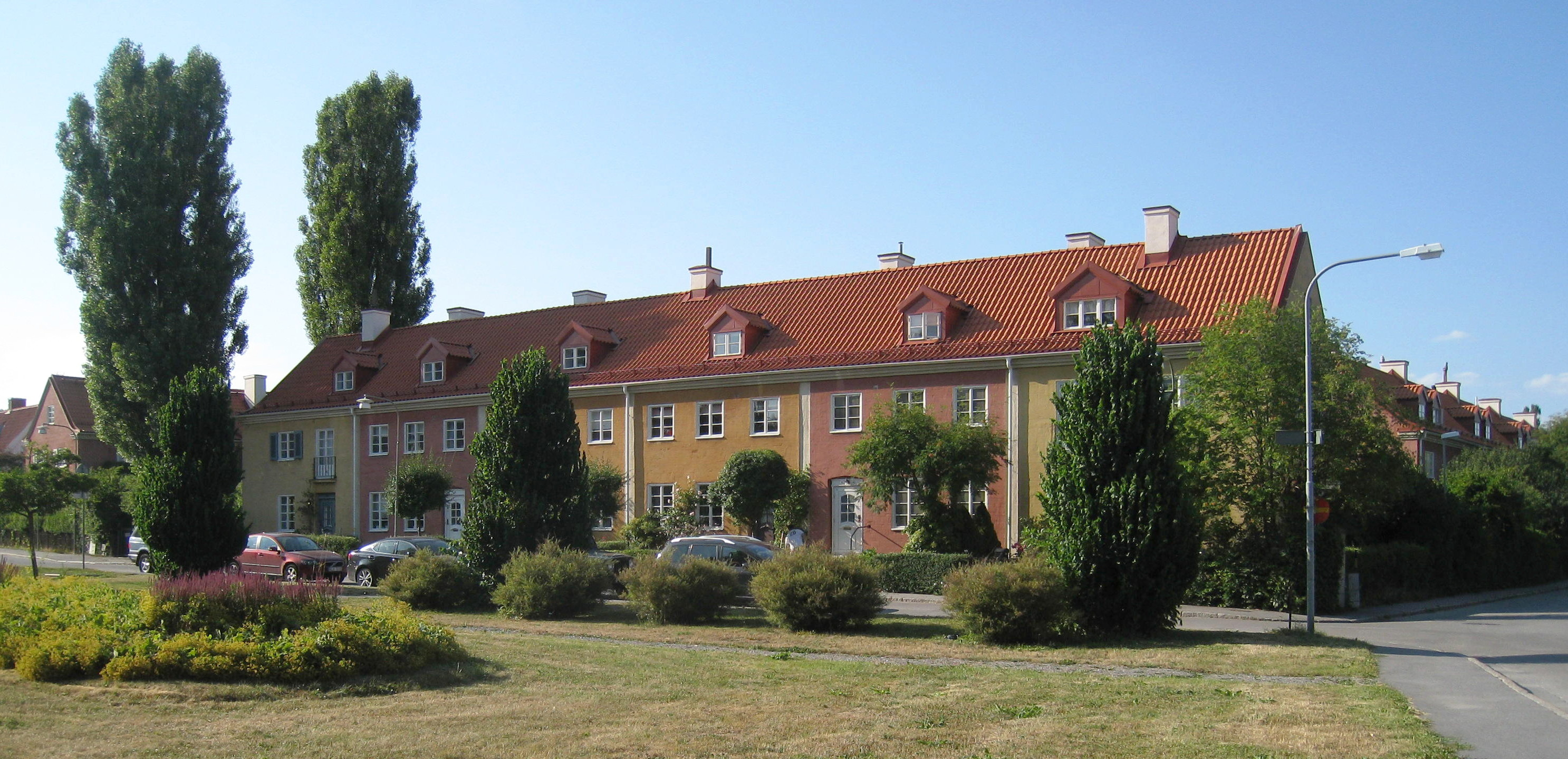
Engelska radhusen i kvarteret Drivbänken 2013.

De så kallade "engelska radhusen" på Alviksvägen vid Alléparken uppfördes 1919–1920 trots villaägarnas protester. Radhusen, som ritades av arkitekt Gunnar Wetterling anses idag ha ett högt kulturhistoriskt värde och kvarteret utgör en unik bostadsmiljö och tillhör Stadsmuseets högsta bevarandeklass. Byggherre var AB Trädgårdskvarter. Experimentet med bostadsrättsradhusen med de engelska radhusen i kvarteret Drivbänken genomfördes år 1919. Med anledning av kristiden eftersträvade man ett rationellt bygge. Man fann flera möjligheter att göra besparingar. Rationaliseringar skedde i själva byggprocessen - man använde en konstruktion med håltegel, mager betong, återanvända gjutformar och förenklade mellanbjälklag. De 43 radhusen ligger på gatorna Alviksvägen, Västerled, Radhusallén och Äppelvikstorget. Bostadsföreningen bildades 1925 och ombildades 1997 till bostadsrättsförening. Husen fördelades på fyra längor, lite osymmetriskt lagda kring ett gemensamt inre grönområde, tillgängligt för alla boende. Dessutom fick varje radhus en egen liten täppa på framsidan av husen. Den engelska trädgårdstanken var mycket tydlig.

### Kvarteret Bostadslotteriet

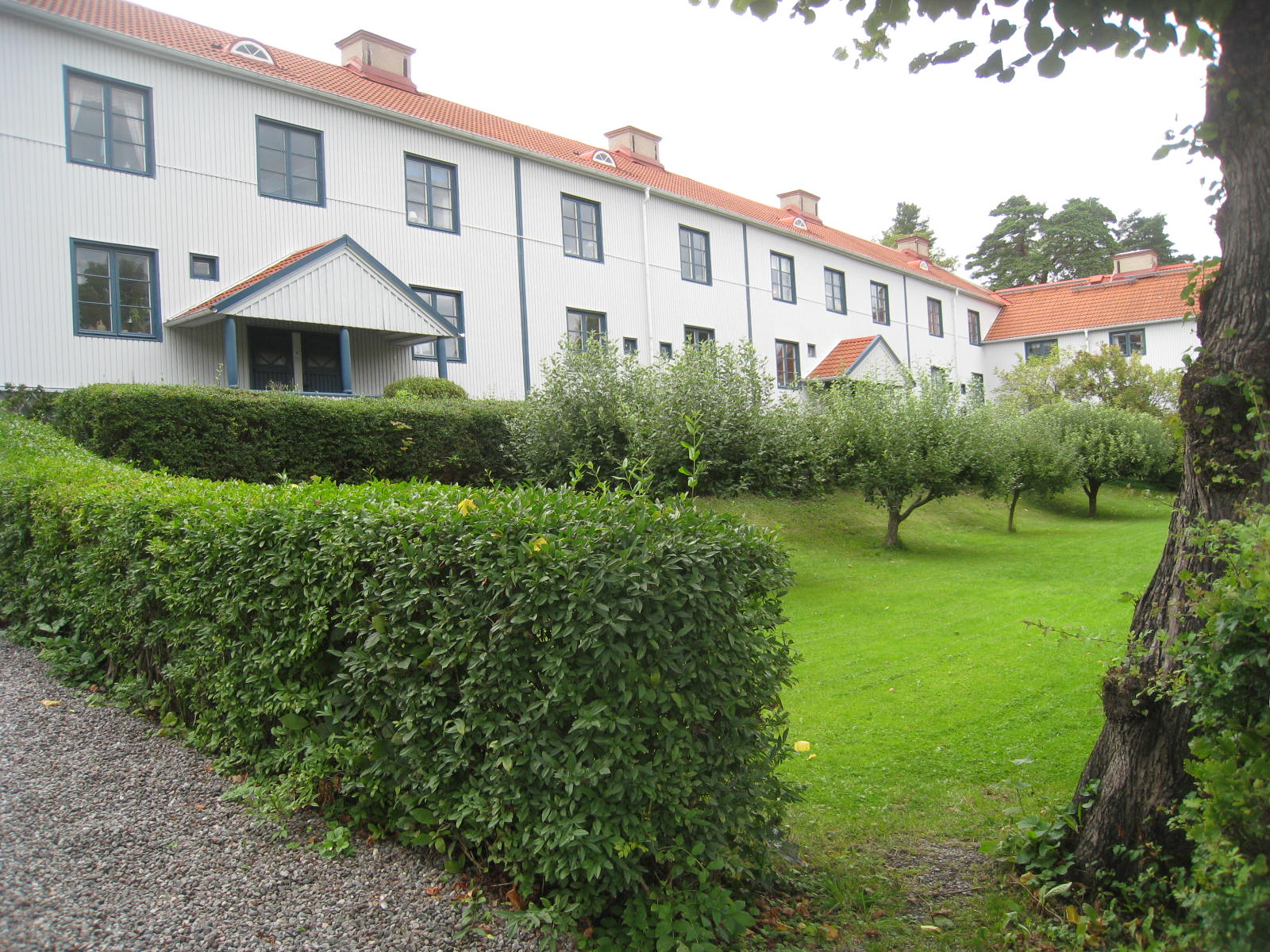
Kvarteret Bostadslotteriet vid Alviksvägen 70-80 i Äppelviken, Bromma.

År 1918-1919 byggdes Bostadslotteriets hus vid Klövervägens spårvagnshållplats vid Alviksvägen 70-80. Kvarteret fick sedermera namnet Bostadslotteriet. Arkitekt John Åkerlund ritade husen. För tio kronor kunde man köpa en lott och vinsterna bestod av antingen en liten lägenhet om 1 rum och kök i den större byggnaden, del i ett parhus, en mindre villa, en uppsättning möbler eller slutligen den stora villan om sex rum och kök. 1919 stod de första husen klara i Äppelviken, och vinnarna kunde flytta in. Sexrumsvillan vanns av skådespelarparet Alice och Ernst Eklund.

### Mälarstrandens sommarbebyggelse

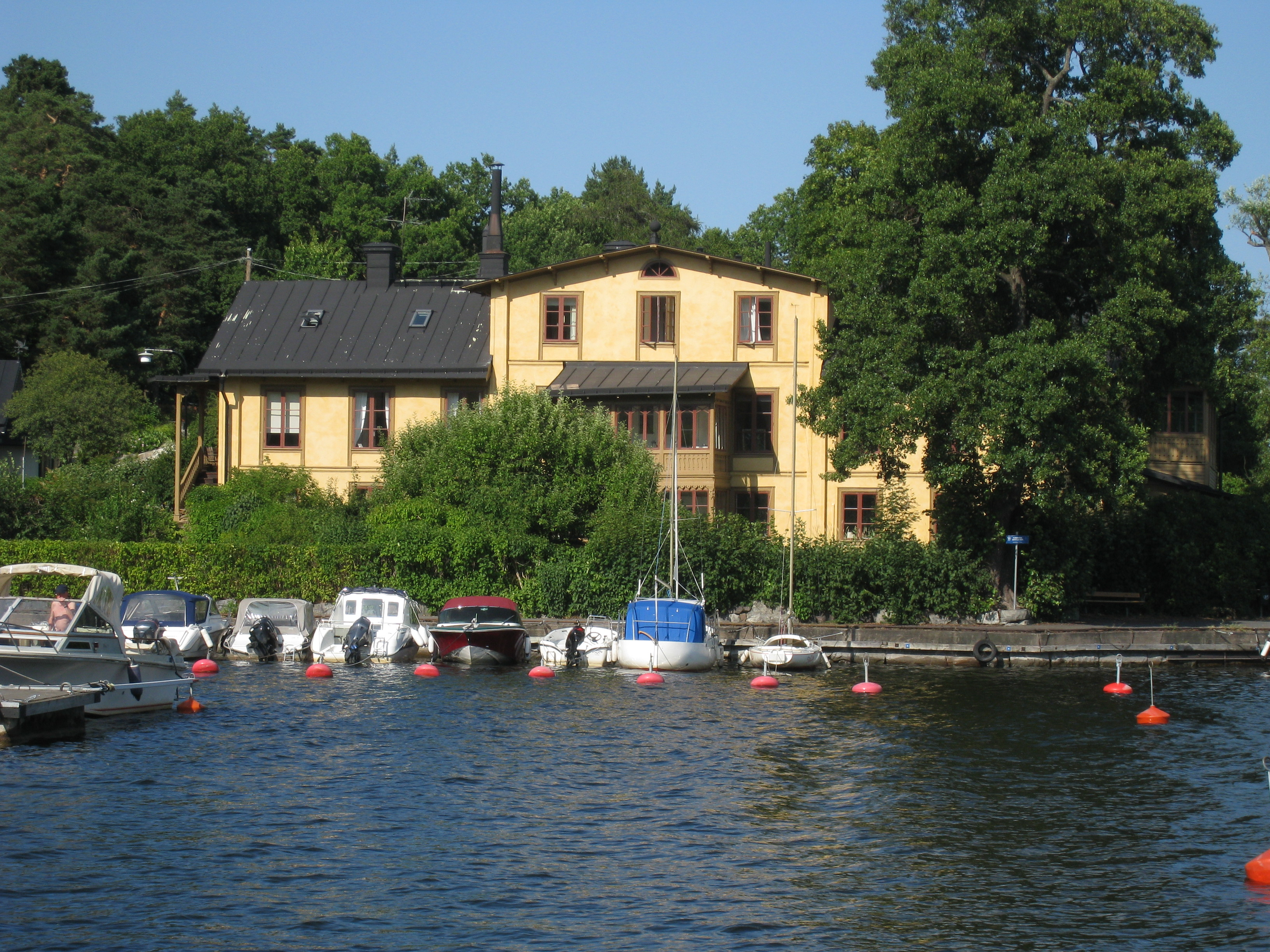
Stora Sjövillan vid Mälarstranden i Äppelviken. Huset var ett före detta bränneri.

Mälarstrandens sommarbebyggelse ingår i ett stråk av bebyggelse, som av Stockholms stadsmuseum pekats ut som en ålderdomlig och kulturhistoriskt värdefull miljö. Stora Sjövillan och grannhusen blev sommarnöjen för stockholmarna. De äldre husen vid Äppelvikshamnen är mest kända för att ha varit ett sommarparadis för stockholmsborgare under åren 1870-1910. Kajen och ångbåtsbryggan finns kvar tillsammans med Äppelvikens gård och fem av de gamla boningshusen, Stora Sjövillan, Lilla Sjövillan, Alphyddan, Mangelbodsvillan och Kulan. Däremot finns Bergshyddan och Äppelvikens kallbadhus ej längre kvar.

### Villa Vingarna

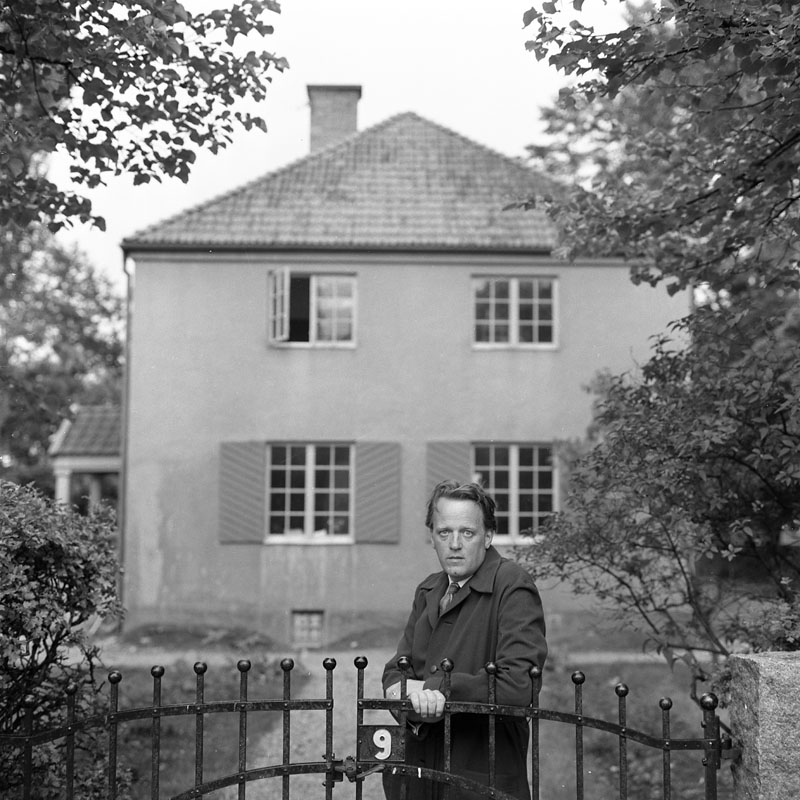
Författaren Lars Ahlin framför sin bostad "Villa Vingarna" på Korsvägen 9 i Äppelviken (1957).

En villa på Korsvägen 9 vid hörnet av Klövervägen 16, Villa Vingarna, där civilassessor Waldemar Robert Ditzinger (1876–1955) bodde, testamenterades 1955, då han dog, till Sveriges Författarförbund. Enligt Ditzingers vilja ska villan användas såsom hedersbostad av en förtjänt skönlitterär författare. Här bodde under många år författarparet Lars Ahlin (1915–1997) och hans hustru Gunnel Ahlin (1818–2007), som var utvalda att bo där på livstid.
Villa Vingarna förvaltas nu av Samfundet De Nio, en litterär akademi med nio ledamöter. Nu bor där Alan Gilbert, chefsdirigent för New York Philharmonic Orchestra. År 2002 gifte sig Alan Gilbert med cellisten Kajsa William-Olsson, medlem av Kungliga Filharmoniska Orkestern i Stockholm. De har tre barn. Villan heter Villa Vingarna, eftersom man i trädgården hade en staty av Carl Milles, som förställde Vingarna eller Gosse med örn. Skulpturen komponerades 1908 och utfördes i större skala 1910 av Carl Milles. Nu är statyn flyttad från Villa Vingarna på Korsvägen 9 i Bromma och finns utanför Nationalmuseum i Stockholm.

### Gamla Borgmästargården i Äppelviken

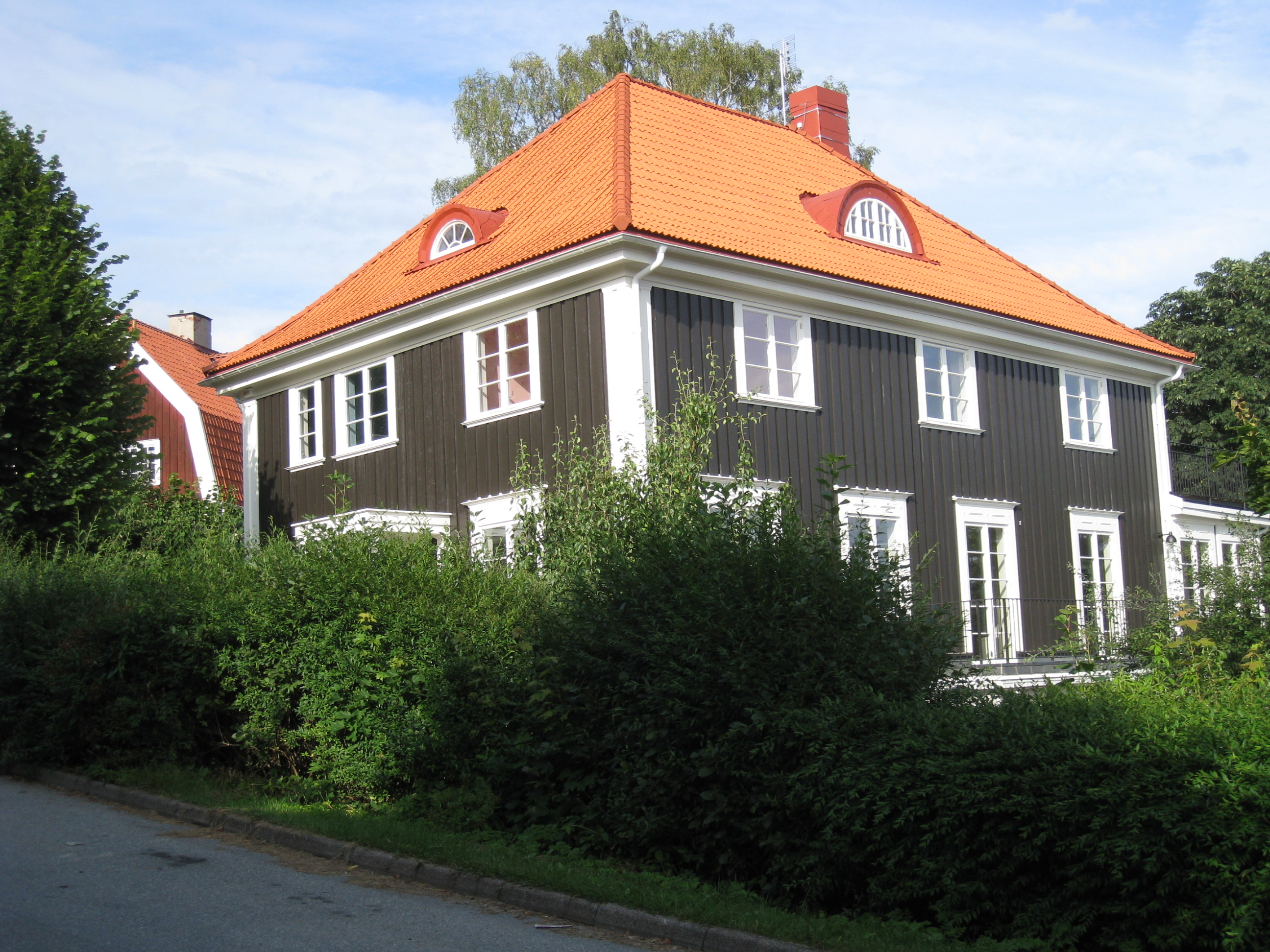
"Gamla Borgmästargården" i Äppelviken.

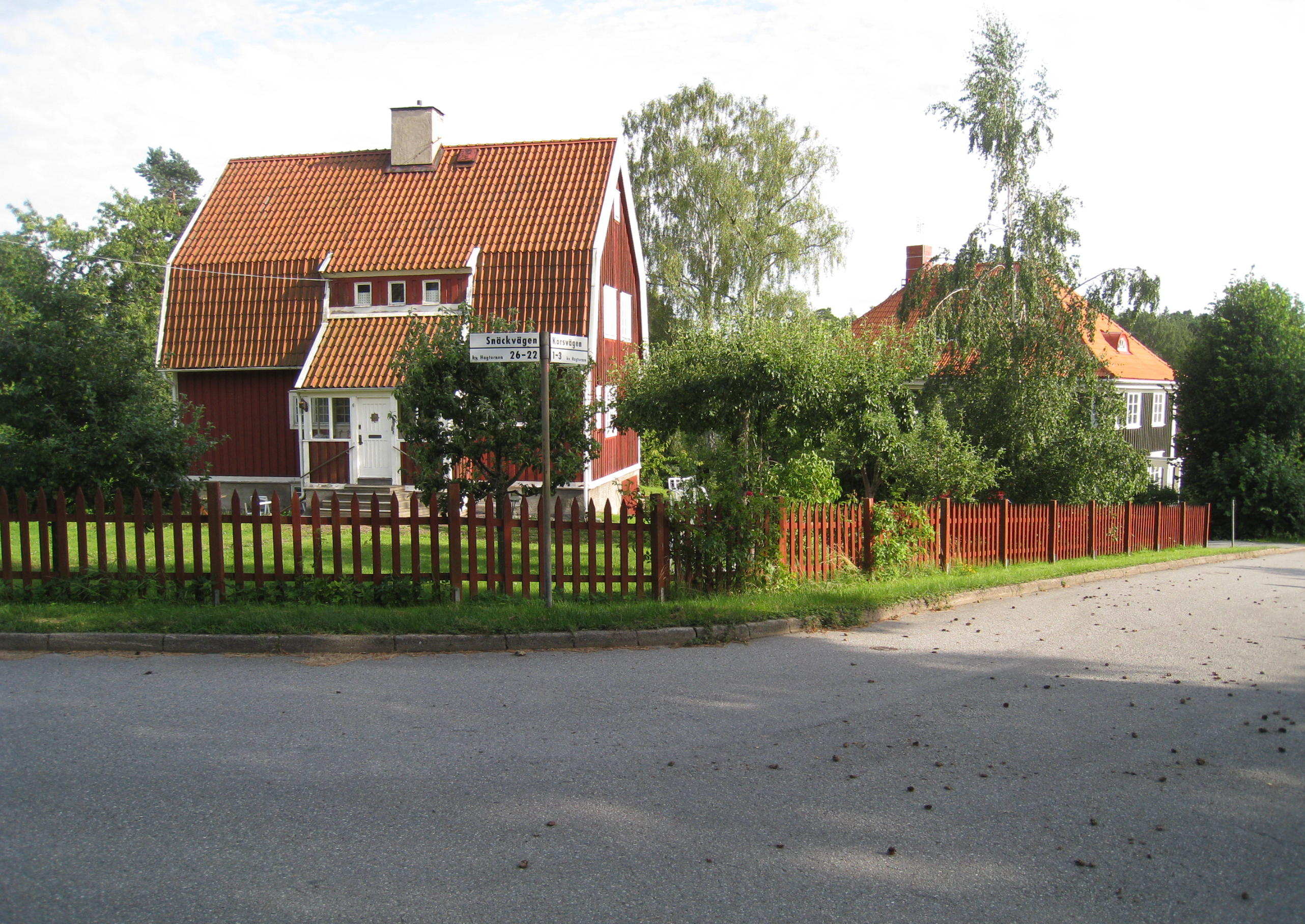
Knut Tengdahls villa på Snäckvägen 22, där han bodde på 1910-, 1920- och 1930-talen, granne med Carl Lindhagen.

Under åren 1914–1926 bodde borgmästare Carl Lindhagen (1860–1946) på Gamla Borgmästargården på Poppelvägen 12 i Äppelviken. Byggnadskontrakt om uppförande av ett nytt hus i Äppelviken upprättades, huset blev färdigt och familjen kunde flytta in i september 1914 och trädgården kunde planeras. Hans fru, Jenny Lindhagen, basade för trädgårdsarbetet. Huset på Poppelvägen 12 ligger på en södersluttning på en hörntomt vid korsningen vid Korsvägen 3 mellan Äppelviksvägen och Alviksvägen. Villan blev inte så liten, bostadsytan bör ha varit 300 m2 samt källare och vind. Lindhagens arbetsrum var 45 m2 och matsalen 35 m². När familjen Lindhagen flyttade in i Äppelviken fanns det bara fyra, fem villor i trakten. En granne till Lindhagen var riksdagsmannen och kommunalpolitikern Knut Tengdahl, som bodde på Snäckvägen 22.
Carl Lindhagen var borgmästare i Stockholm under nästan 30 år, åren 1903–1930. År 1907 utsågs han till den första ordföranden i Stockholms stads lantegendomsnämnd. Han var en av trädgårdsstadsidéns främsta förespråkare. Sedan han hade planterat popplar längs den södra tomtgränsen, fick gatan sitt nuvarande namn. Popplarna togs som plantor från Korsör i Danmark. Borgmästarens trävilla, som byggdes 1914 står kvar, under många år var den vitrappad, men nu är villan återställd till den ursprungligan färgen, mörkbrun med vita knutar.
Efter tretton år i Äppelviken flyttade borgmästare Carl Lindhagen 1926 västerut till en ny Borgmästargård på Vinghästvägen 20 i Höglandet nära gränsen mot Ålsten, hans andra Brommahem. Carl Lindhagen bad storbyggmästaren Olle Engkvist, som därefter anlitade arkitekten Ragnar Östberg, att uppföra en ny villa i Höglandet. Den Nya Borgmästargården blev en ståtlig och representativ villa med italiensk inspiration, belägen på en höjd med en underbar utsikt över Mälaren.

### Äppelviksskolan

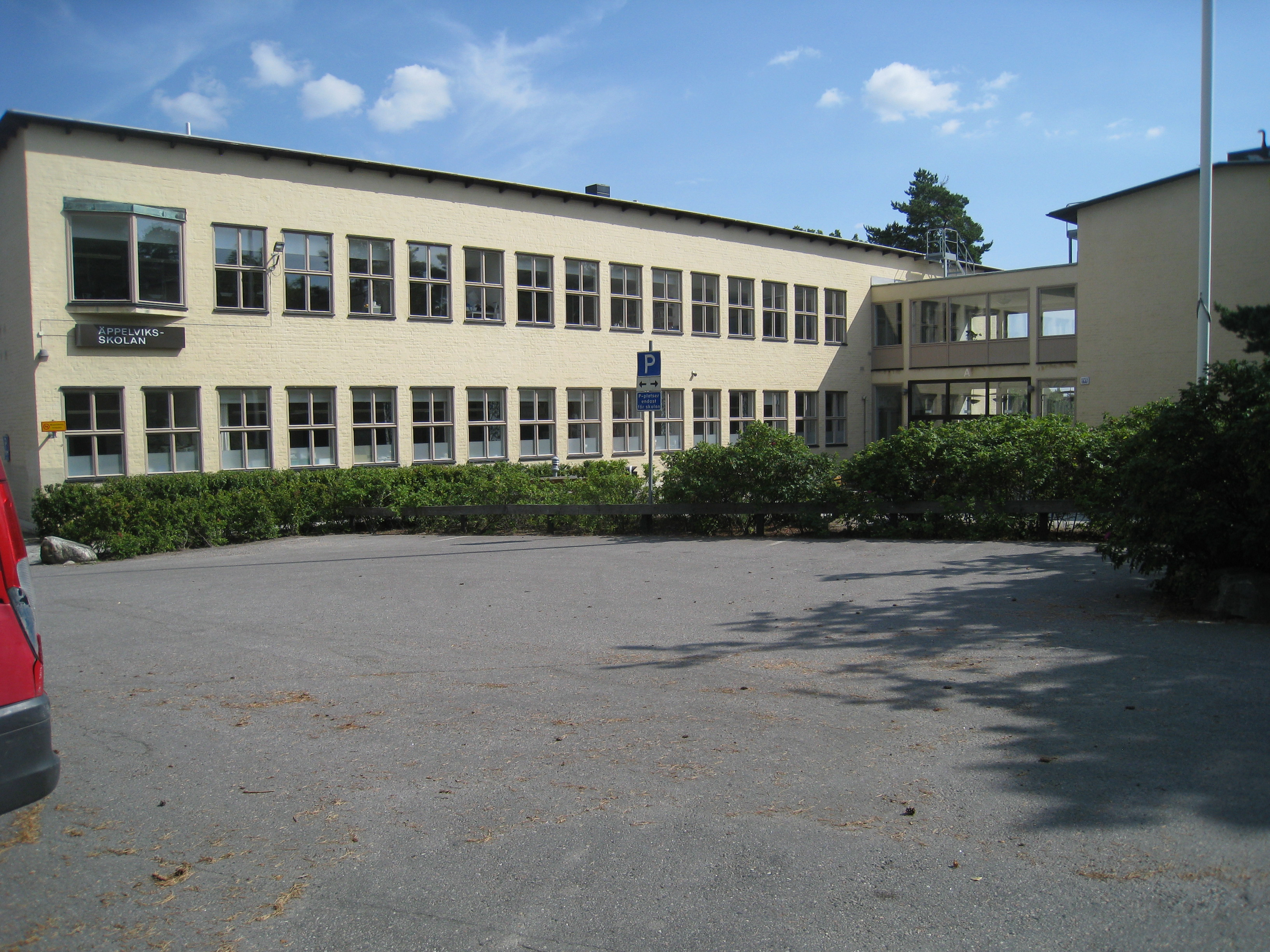
Äppelviksskolan byggdes 1924 som folkskola. Idag fungerar den som grundskola för årskurs 6 till årskurs 9.

Äppelviksskolan vid Alviksvägen 97 är idag en kommunal grundskola. Åren 1924-1939 fungerade skolan som folkskola, därefter var den Bromma kommunala flickskola åren 1939-1968. Sedan 1968 har skolan fungerat som grundskola med undervisning i årskurserna 6-9.
År 1924 byggdes alldeles på gränsen till Smedslätten en folkskola vid Alviksvägen 97 där barnen från Äppelviken fick dela skola med smedslättsbarnen. Den ursprungliga Äppelvikens elementarskola grundades 1920 och är nu Smedslättsskolan och ligger på Drömstigen 32 i Smedslätten. Skolbyggnaden vid Alviksvägen 97 uppfördes 1924 efter ritningar av arkitekt Georg A. Nilsson. En ny och större skola byggdes 1941-1942. Arkitekter var Paul Hedqvist och Stig Ödeen (Stig Ödeen Ingenjörsbyrå AB). Byggherre var Stockholms folkskoledirektion. Byggmästare var Carl Zetterberg. Den avlånga flygelbyggnaden och idrottsavdelningen tillkom 1942.
När den nuvarande Äppelviksskolan uppfördes 1941 byggdes den östra flygeln av folkskolan in i den nya skolbyggnaden, ritad av Paul Hedqvist, och den då nybyggda skolan sammanfogades med Smedslättens gamla folkskola och blev den nuvarande Äppelviksskolan. Hedqvists skola uppfördes som Bromma kommunala flickskola och fungerade som flickskola åren 1939-1968, där eleverna i den avgående klassen avslutade sina studier med normalskolekompetens. Skolan hette Bromma kommunala flickskola fram till 1968. Genom ett riksdagsbeslut 1962 infördes den 9-åriga grundskolan. Flickskolan lades ner 1968, och skolan bytte namn till Äppelviksskolan och den anpassades till kommunal grundskola och blev en högstadieskola för grundskolans årskurser 6-9.
Aulans väggmålning, freskmålningen Seglats, är en monumentalmålning som utfördes 1943 av konstnären Tage Hedqvist. Den tidigare aulan används idag även som matsal. Den röda stugan på skoltomten i kvarteret Gamla vägen 8 på Alviksvägen var vaktmästarbostad och uppfördes på 1920-talet, det är ett enfamiljshus i en våning med inredd vind.

### Västerledskyrkan

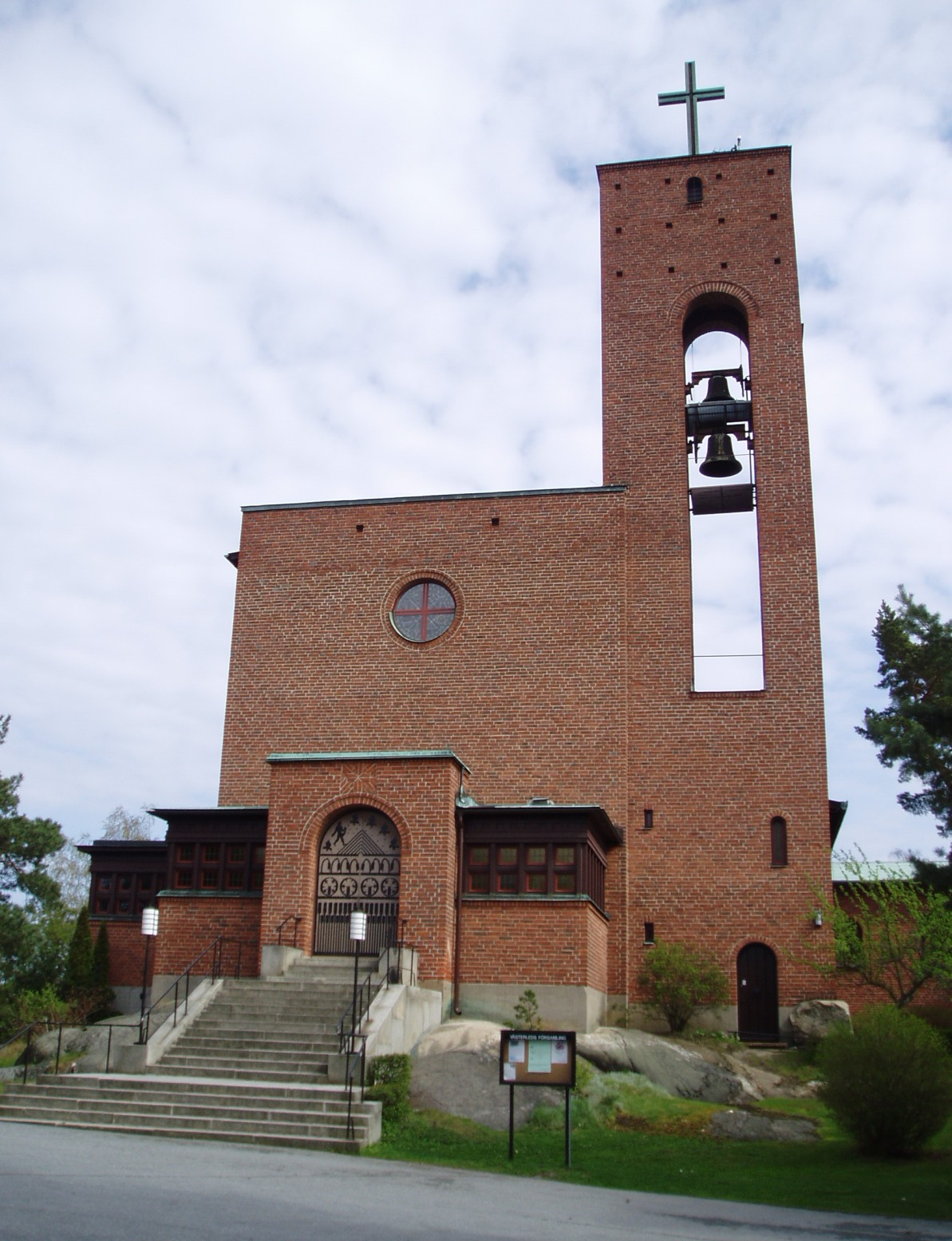
Västerledskyrkan i Äppelviken, Bromma.

Uppe på berget byggdes funkiskyrkan Västerledskyrkan, som stod klar 1932. Den kallades under byggnadsperioden för Äppelvikskyrkan och byggdes 1931-1932 efter ritningar av arkitekt Birger Borgström. Den ligger på en av Äppelvikens högsta platser. Kyrkan har basilikaform och vittnar om arkitektens strävan efter formförenkling. Kormålningen föreställer Golgata och målades av arkitektens bror, konstnären Hugo Borgström. Kyrkofönstren i sidoskeppet målades av brommakonstnären Einar Forseth och kallas Grunden, Sådden, Växten och Skörden. I Västerledskyrkans vapenhus hänger en målning, Äppelvikstavlan, utförd av Brommakonstnären Titti Winbladh. Hon målade detaljerade målningar av husen och trädgårdarna i Bromma, bland annat också i Smedslätten, Ålsten, Höglandet, Nockeby och de engelska radhusen på Alviksvägen i Äppelviken.

## Gatunamn

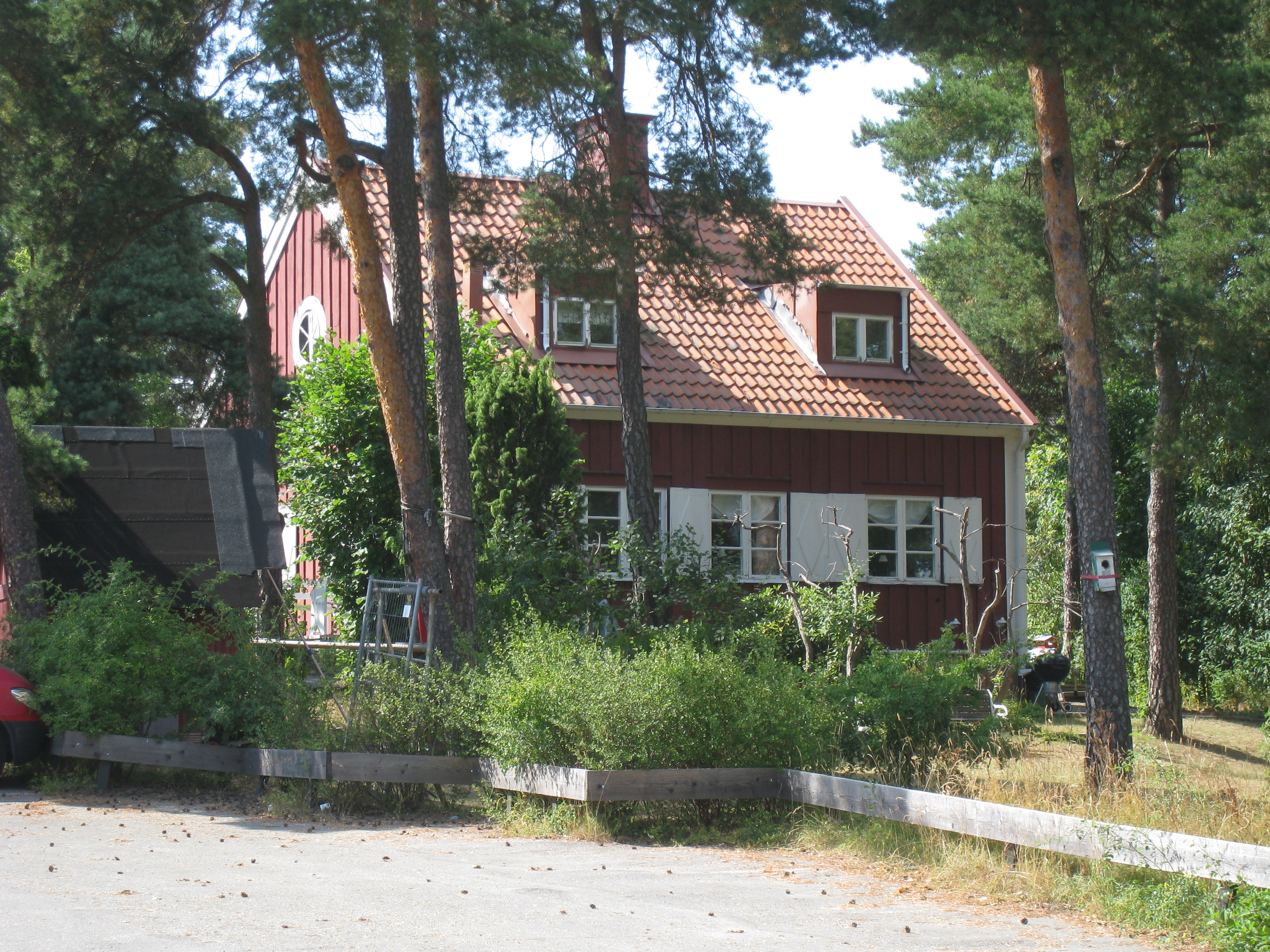
Vaktmästarbostaden på Alviksvägen 97 i kvarteret Gamla vägen 8 uppfördes på 1920-talet.

När de första villaägarna i Bromma flyttade in, fanns inga namn på varken vägar eller kvarter. Det blev mycket besvärligt för brevbärare, chaufförer och andra, som hade ärenden till villorna. Borgmästare Carl Lindhagens granne, Knut Tengdahl, som var riksdagsman och stadsfullmäktig i Stockholm, var ordförande i Stockholms stads byggnadsnämnds namnberedning åren 1920–1927. År 1921 bestämde myndigheterna, att Stockholms stads byggnadsnämnd skulle tillsätta en namnberedning, Stockholms namnberedning. Den fick till uppgift att sätta namn på alla gator och kvarter. Gator och vägar i Äppelviken fick dels naturnamn, dels namn efter kända personer. Kvarteren fick liknande namn.
Många gatunamn i Äppelviken är poetiska naturnamn. Den väg som ledde till stadsingenjören Herman Ygbergs villa, Villa Skogsbo, i Ålstensskogen inom Smedslättens område fick namn efter honom för att minna om hans insatser för Stockholms stadsutveckling. Herman Ygbergs väg går mellan Smedslättstorget och Klövervägen. Asplundsvägen är uppkallad efter det torp som legat här och vars lador fanns kvar fram till exploateringen. Till detta torp ledde även den allé som givit namnet Alléparken och Poppelvägen fick namn efter popplarna som borgmästare Carl Lindhagen lät plantera vid sin tomtgräns.
Gatunamnen inom trädgårdsstaden Äppelviken gjordes säkerligen på Stockholms stads lantegendomsnämnds kansli, där borgmästaren i Stockholm, Carl Lindhagen, i maj 1907 hade utsetts till kommitténs första ordförande.   Stadsplaneringen i Äppelviken, liksom i andra trädgårdsstäder i Stockholm, präglades av anpassning till terrängen med mjukt utformade gatusträckningar. Här valdes gatunamnen inom kategorin "lantliga motiv" eller namn med "lantlig" karaktär från den äldsta namnsättningen innan Bromma inkorporerades med Stockholms stad 1916.  Några exempel på vägar med dessa namn är Bergportsvägen, Blomstervägen, Dalstigen, Majvägen, Slättvägen, Slättparken och Snäckvägen. Från 1916 fanns vidare vägnamnen Allévägen, Klövervägen, Poppelvägen, Äppelviksplan och Äppelviksvägen och även vägnamn med lokal anknytning som Korsvägen, Lillvägen, Mälarparken, Radhusallén (1920) och Runda Vägen (1920). Från 1920–1924 tillkom namn på nya vägar: Fjärilskroken, Klöverknuten, Koltrastvägen, Odlarstigen, Röjningsstigen, Stenhuggarvägen, Svedjevägen, Timmervägen, Utmarksvägen, Vildsnårsstigen, Västerled och Äppelvikstorget (1920). Några gator har anknytning till kategorin "småstaden" som till exempel Gårdsbogatan, Lillhemsgatan och Stavgårdsgatan. Asplundsvägen har sitt namn efter torpet Asplund, som låg under Ulvsunda.

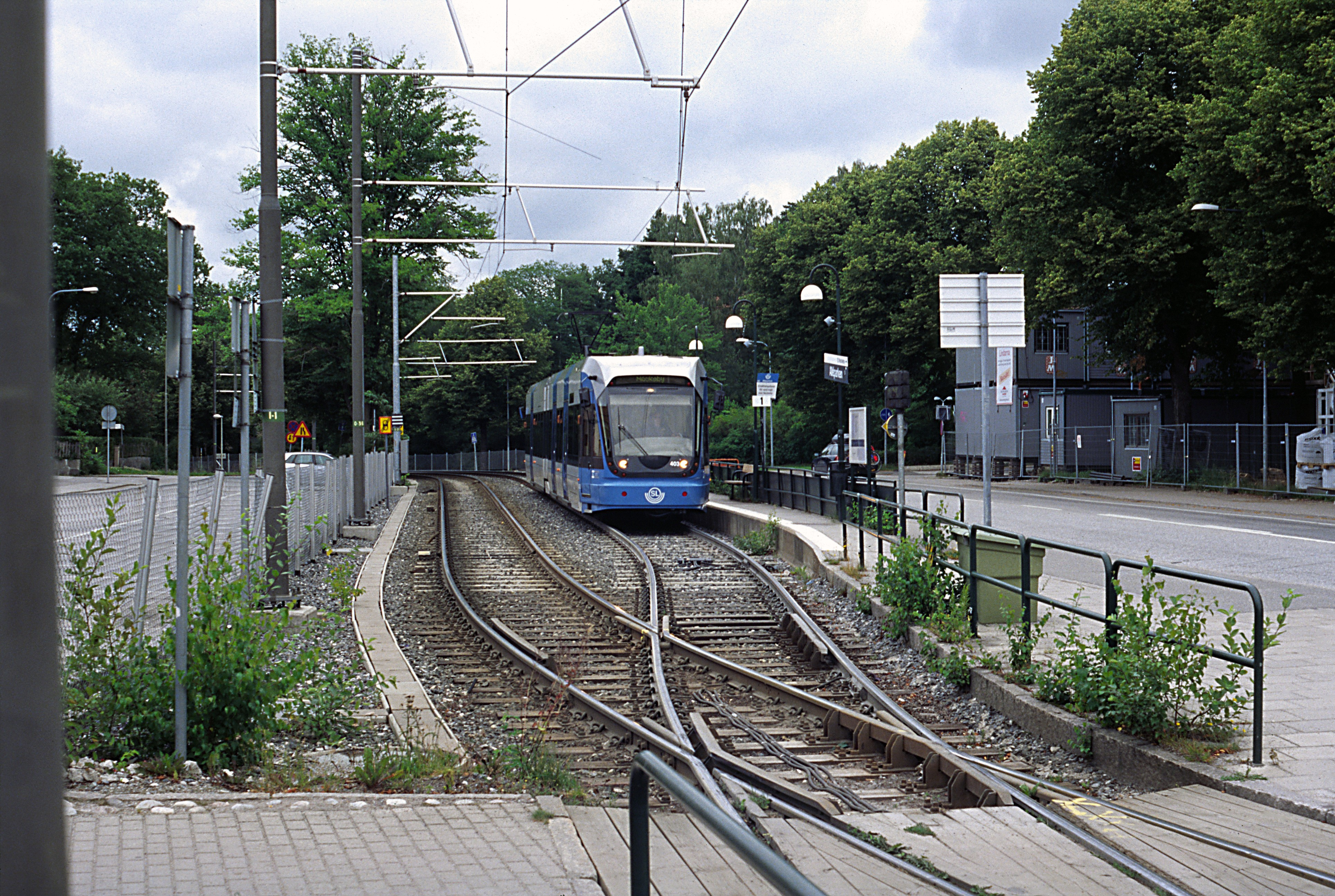
Nockebybanan nummer 12 vid Alléparkens hållplats i Äppelviken.

## Kommunikationer
Äppelviken nås med spårvagn på Nockebybanan från Alvik till någon av stationerna Alléparken eller Klövervägen. Kring Alléparkens hållplats byggdes åren kring 1920 en liten centrumbildning med kombinerade affärs- och bostadshus, som snarast har en karaktär av affärsstråk och passar väl in i villamiljön.

## Demografi
Folkmängden uppgick till 1 918 invånare den 31 december 2021 och andelen invånare som hade utländsk bakgrund var då 15,0 procent. Av dessa hade 58,9 procent europeisk bakgrund, och 26,8 procent hade asiatisk bakgrund.